# Tintane
Tintane (arabisch طينطان, DMG Ṭīnṭān) ist die größte Stadt der Verwaltungseinheit Hodh El Gharbi im Süden des westafrikanischen Staats Mauretanien. 

## Bevölkerung
Für die Bevölkerung der Stadt lagen bis zum Jahr 2000 keine Angaben vor, sie stieg jedoch kontinuierlich an. Die Bevölkerungszahl der Gemeinde hat in den Jahren 2000 bis 2023 von 9.938 auf 35.995 Einwohner zugenommen. Der Hauptort selbst hat 32.319 Einwohner (2023).

## Belege
1. ↑  Citypopulation: Mauretanien: Gemeindegliederung
2. ↑  ANSADE: Localités habitées en Mauritanie (RGPH 2023)